# ОШ „Бранко Радичевић” Велика Моштаница
ОШ Бранко Радичевић је основна школа у Великој Моштаници. Основана је 1846. године.